# Luj Šprohar
Luj Šprohar, slovenski politik, pisec in glasbenik, * 14. avgust 1952, Ljubljana.

## Življenje
V otroštvu je bil precej bolan, zaradi česar so mu v prvem letu starosti zaradi tumorja na mrežnici odstranil desno oko, v osemnajstem letu starosti pa še levo oko zaradi retinoblastoma. Do izgube vida je obiskoval Osnovno šolo dr. Vita Kraigherja v Bežigradu, nato pa je šolanje nadaljeval v Zavodu za slepo in slabovidno mladino v Ljubljani. V zavodu se je naučil igranja kitare in klavirja. Od tu je odšel v Škofjo Loko v poklicno šolo za slepe telefoniste in administratorje. Šolanje je nadaljeval na Višji šoli za socialno delo, kmalu za tem pa ustanovil glasbeno skupino Zračni most. Decembra 1991 je diplomiral, leta 2004 pa doktoriral z disertacijo »Mehanizmi izločanja marginalnih skupin« (COBISS).
Leta 1997 je postal direktor Urada za invalide in bolnike, 2004 pa se je zaposlil na Ministrstvu za zdravje, kjer je delal do 2015. Kasneje je bil izvoljen za vršilca dolžnosti predsednika Liberalne demokracije Slovenije in izbran za strankinega kandidata na volitvah predsednika 2017.
Leta 2013 je Luj Šprohar zbral večino glasbenikov iz skupine Kameleoni in so v studiu York izdali ploščo Bančniki.
Trenutno je član stranke SLS. Na državnozborskih volitvah 2022 je kandidiral na listi Povežimo Slovenijo.